# Сіяньпін
Сіяньпін (англ. Xiyanping, кит.: 喜炎平) — протизапальний та противірусний препарат, який розроблений та застосовується в Китаї. Він є напівсинтетичним ін'єкційним препаратом, похідним активного складника рослини Andrographis paniculata (кит.: 穿心蓮), яка застосовується в традиційній китайській медицині. Структурна формула препарату описується як 9-дегідро-17-гідро-андрографолід або 9-дегідро-17-гідро-андрографолід-19-ілсульфат натрію. Сіяньпін застосовується для лікування хвороби «рука-нога-рот», діареї, інфекцій верхніх дихальних шляхів, та для лікування вірусної пневмонії, за даними одного з досліджень сіяньпін може застосовуватися для лікування гарячки Зіка. Сіяньпін застосовується в схемах експериментального лікування коронавірусної хвороби 2019.

## Побічні ефекти
Внутрішньовенне введення сіяньпіну може супроводжуватися побічними ефектами, які типові для алергічної реакції, найчастіше еритемою та свербежем навколо місця ін'єкції, проте зрідка можуть виникати анафілактичні реакції, які можуть загрожувати життю. Андрографолід та його похідні також можуть спричинювати аборт, тому сіяньпін протипоказаний до застосування у вагітних.